# Antenna Group
Die Antenna Group ist Griechenlands größtes Medienunternehmen.

## Unternehmen
1988 gründete Minos Kyriakou den Radiosender ANT1 FM 97,2 in Athen. Schnell wurde dieser im Sendebereich zu einem der meistgehörten Sender. Um sich auch in Nordgriechenland präsentieren zu könnenden, gründete man nur einige Monate später den Ableger ANT1 FM 97,5 mit einem Studio in Thessaloniki. Aufgrund dieser Erfolge wagte man sich bereits ein Jahr später an die Umsetzung eines Fernsehsenders und etablierte ihn mit dem Namen ANT1 TV als zweiten Privatsender in Griechenlands Fernsehlandschaft.
Ant1 TV entwickelte sich zum Flaggschiff des Unternehmens und zu einem der beliebtesten Fernsehsender Griechenlands. 1993 gründete die Gruppe ANT1 TV Cyprus in Nikosia und gehörte fortan auch zur zypriotischen Fernsehlandschaft. Mit ANT1 FM Cyprus hat man inzwischen auch einen eigenen Radiosender auf der Insel.
Einige Jahre später entschied man sich, auch weit über den griechischsprachigen Raum hinaus die Möglichkeit zu schaffen Ant1 TV zu sehen. Um dem entsprechenden Markt gerecht zu werden, schuf man die Programme ANT1 Europe für den europäischen Raum, ANT1 Pacific vor allem für den Raum in und um Australien und ANT1 Satellite für Nordamerika. Da auch diese Ableger des Senders erfolgreich von Philhellenen akzeptiert wurden, platzierte die Antenna Group noch zwei weitere Sender für die USA: ANTENNA Prime für griechische Shows und Serien sowie den Sender Blue für griechische und internationale Musik.
Im Jahre 2000 wagte man den nächsten Schritt und gründete Nova Television in Sofia, einen Fernsehsender, der die Erfolgsgeschichte in Bulgarien weiterführen sollte. Der Sender wurde vom einheimischen Publikum akzeptiert und konnte mit einer Summe von 628 Millionen € im Jahre 2008 an die Modern Times Group verkauft werden. Der Deal gilt als eine der teuersten Übernahmen in der europäischen Medienbranche.

## Unternehmensstruktur

### TV-Sender
- ANT1 TV
- ANT1 TV Cyprus
- ANT1 TV Europe
- ANT1 TV Pacific
- ANT1 TV Prime
- ANT1 TV Satellite
- Blue TV
- Prva srpska televizija

### Radiosender
- ANT1 97.2 FM Athen
- ANT1 97.5 FM Thessaloniki
- ANT1 FM Cyprus Nikosia
- Ryhthmos FM Athen
- Banana 104 FM Thessaloniki
- Radio Express Sofia

### Telekommunikation
- Antenna Internet
- ANTEL
- Audiotex

### Musikbranche
- Heaven Music (Independent-Label)
- Antenna Open School
- Fame Studio